# غول اليهودي (حبيل جبر)

تعديل مصدري - تعديل

غول اليهودي هي إحدى قرى عزلة حبيل جبر بمديرية حبيل جبر التابعة لمحافظة لحج، بلغ تعداد سكانها 49 نسمة حسب تعداد اليمن لعام 2004.